# 费利克斯塞
费利克斯塞（德語：Felixsee）是德国勃兰登堡州的市镇，隶属于施普雷-奈瑟县，总面积为35.52平方千米，截至2023年12月31日总人口为1,812人。